# Gröben
Gröben è un ex-comune tedesco di 715 abitanti, situato nel land della Sassonia-Anhalt.
Dal 1º gennaio 2011 è confluito assieme ad altri comuni nella nuova Einheitsgemeinde Stadt Teuchern.
Oltre al capoluogo la frazione comprende le località di Runthal e Kuhndorf.